# GOS (Betriebssystem)
gOS (good Operating System; deutsch gutes Betriebssystem) war eine Linux-Distribution, die von gOS LLC in Los Angeles entwickelt wurde. Veröffentlicht wurde sie erstmals am 1. November 2007 mit dem Verkauf des Everex Green gPC TC2502, eines PCs, der in den USA bei Walmart für 199 $ erhältlich war. Sämtliche gPCs waren innerhalb von zwei Wochen ausverkauft.
gOS basierte auf Ubuntu und war mit einigen Hyperlinks auf Google-Anwendungen ausgerichtet. Es ist jedoch kein Betriebssystem von Google, wie oft zu lesen ist. Everex, der Hersteller des erwähnten gPC, sagt hierzu eindeutig: „Everex makes it easy for everyone with the gPC (Everex and its products, the gPC and gOS, are not affiliated with or sponsored by Google Inc.)“. Die Paketverwaltung sowie die Hardware-Erkennung wurden von Ubuntu übernommen. Wie auch Ubuntu, lässt sich das System mittels eines Live-Systems austesten, ohne ein installiertes System zu verändern. Das dazu nötige Datenträger-Abbild lässt sich von der Herstellerseite herunterladen.

## Editionen
Von gOS gab es verschiedene Ausgaben. Universell besaß gOS ein macOS-ähnliches Dock, mit dem sich Gmail, Wikipedia, Google Drive und lokale Programme wie Skype und GIMP aufrufen ließen.

### gOS 3.x Gadgets
Die Version 3.x unterstützte durch die Wine-Technologie auch Windows-Programme und wurde zusammen mit Mozilla Firefox 3, Skype sowie OpenOffice.org ausgeliefert.

### gOS Rocket G
gOS Rocket G nutzte die Arbeitsumgebung Gnome und im Gegensatz zur Erstversion war diese Rocket (zu Deutsch Rakete) getaufte Version nicht mehr Everex-gelabelt und somit nicht mehr für den gPC zugeschnitten, sondern für das breite Publikum geeignet. gOS Rocket G war auf DVD erhältlich.

### gOS Rocket E
Diese Version arbeitete mit Enlightenment als Arbeitsumgebung. Da dieses schlanker ist als Gnome, empfiehlt sich diese Edition vor allem für leistungsschwächere PCs. Enlightenment 17 befand sich zum Zeitpunkt der Veröffentlichung jedoch noch in der Entwicklung, weshalb noch Fehler auftreten konnten. Da Enlightenment sehr klein ist, war gOS Rocket E auf CD erhältlich.

### gOS Space

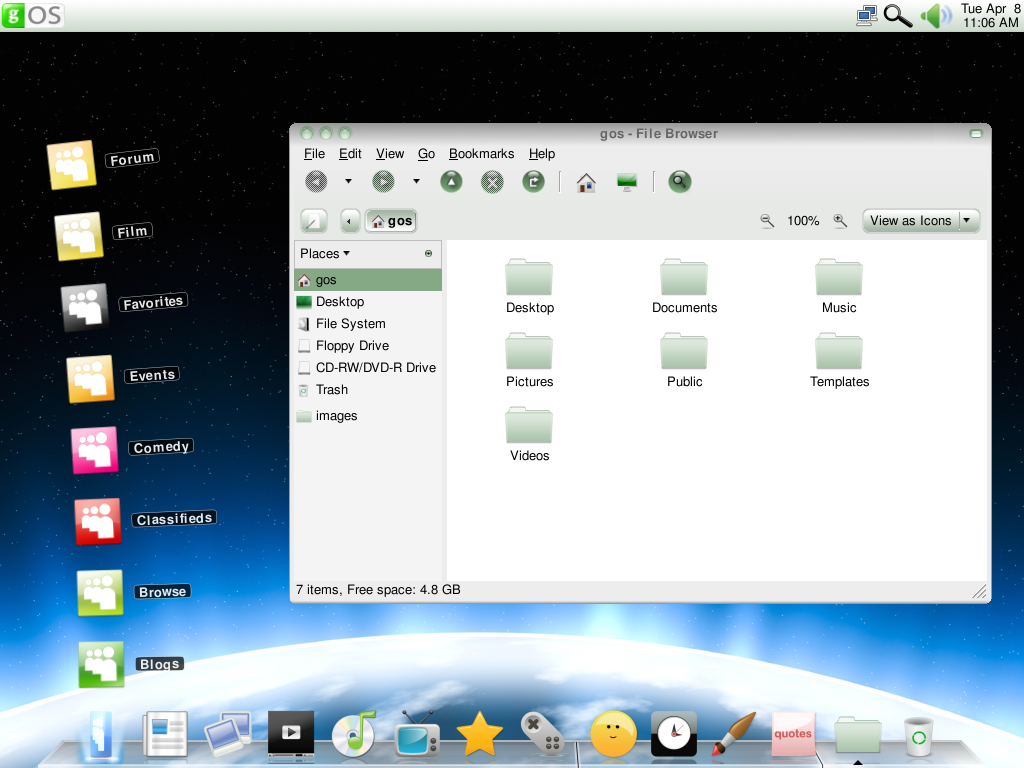
gOS Space

Diese Ausgabe war speziell auf Nutzer des weit verbreiteten sozialen Netzwerks Myspace zugeschnitten. Sie enthielt teils selbst programmierte und teils externe Programme, die ausschließlich für die Nutzung von Myspace ausgelegt wurden. Sie verwendete Gnome und einige Teile von Enlightenment als Arbeitsumgebung.